# Territoire historique
Le territoire historique au Pays basque peut se référer soit à l'un des territoires historiques qui composent la communauté autonome du Pays basque, soit à l'un des sept territoires qui composent ce que l'on appelle en basque l'Euskal Herria ou Pays basque.

## Communauté autonome du Pays basque

« Territoire historique » en rose

Un territoire historique (foru lurralde ou lurralde historiko en basque) est la dénomination utilisée dans la communauté autonome du Pays basque (Espagne), dans son ordre juridique interne, pour chacun des trois organismes territoriaux qui l'intègrent : l'Alava, le Guipuscoa et la Biscaye. Les territoires historiques coïncident, dans leurs limites actuelles, avec les provinces du même nom :
Le territoire de la Communauté Autonome du Pays Basque sera intégré par les Territoires Historiques qui coïncident avec les provinces, dans leurs actuelles limites, d'Alava, Guipuzcoa et Biscaye… Statut d'Autonomie du Pays basque, article 2.2.
Les territoires historiques sont gouvernés par des députations forales, lesquelles exercent non seulement les compétences ordinaires d'une députation provinciale, mais aussi des compétences propres du régime statutaire, comme en matière fiscale, et par les Juntes générales, organes législatifs autorisés à approuver des normes et des règlements statutaires. Chaque Junte générale (assemblée générale) est composée de 51 membres, choisis au suffrage universel dans chaque territoire.
La reconnaissance constitutionnelle de cette singularité des territoires historiques, tout comme celle de la Communauté forale de Navarre, dérive de la disposition additionnelle première de la Constitution espagnole (bien que la Constitution fasse allusion à des "territoires statutaires", le statut d'Autonomie pour le Pays basque adopte l'expression "territoires historiques") :
La Constitution protège et respecte les droits historiques des territoires statutaires. La mise à jour générale de ce régime statutaire sera menée à bien, le cas échéant, dans le cadre de la Constitution et des statuts d'Autonomie.
La disposition additionnelle première de la Constitution, le statut d'Autonomie du Pays basque et la Loi des Territoires Historiques (Loi 27/1983, du 25 novembre, de Relations entre les Institutions communes de la Communauté autonome et les Organes foraux de ses Territoires historiques) approuvée par le Parlement basque constituent le cadre juridique de base de ces territoires statutaires.

## Euskal Herria

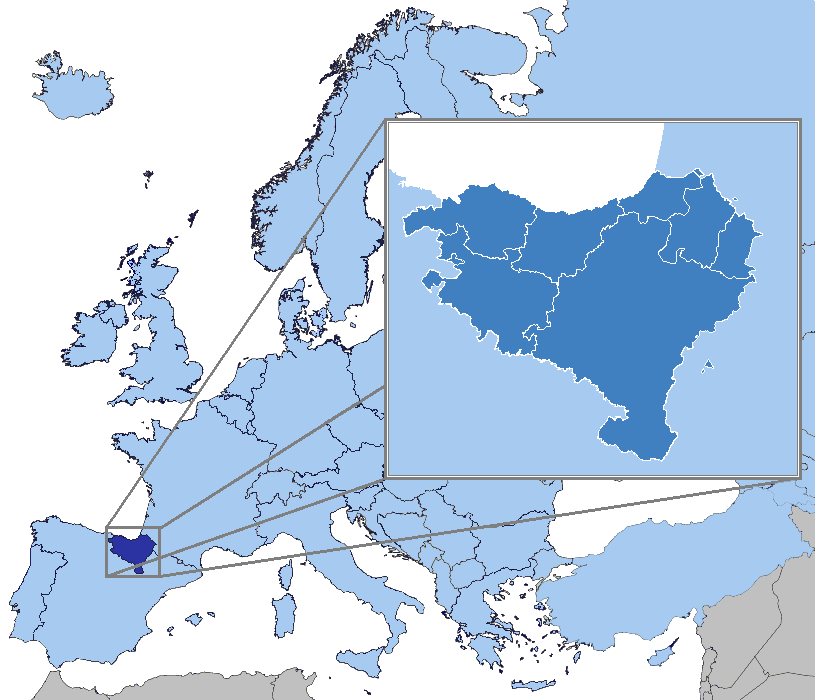
« territoires historiques » ou Euskal Herria

Les territoires historiques, selon l'Académie de la langue basque et les nationalistes basques, sont les sept territoires qui composent ce que l'on appelle en basque l'Euskal Herria ou Pays basque. Ce dernier désigne l'ensemble des territoires basques tels qu'ils furent nommés en 1643 par l'écrivain Axular dans l'avant-propos de son livre « Gero »,.